# Allmän mullvadslöpare
Allmän mullvadslöpare (Clivina fossor) är en skalbaggsart som beskrevs av Carl von Linné 1761. Allmän mullvadslöpare ingår i släktet Clivina och familjen jordlöpare. Arten är reproducerande i Sverige. Inga underarter finns listade i Catalogue of Life.

## Bildgalleri

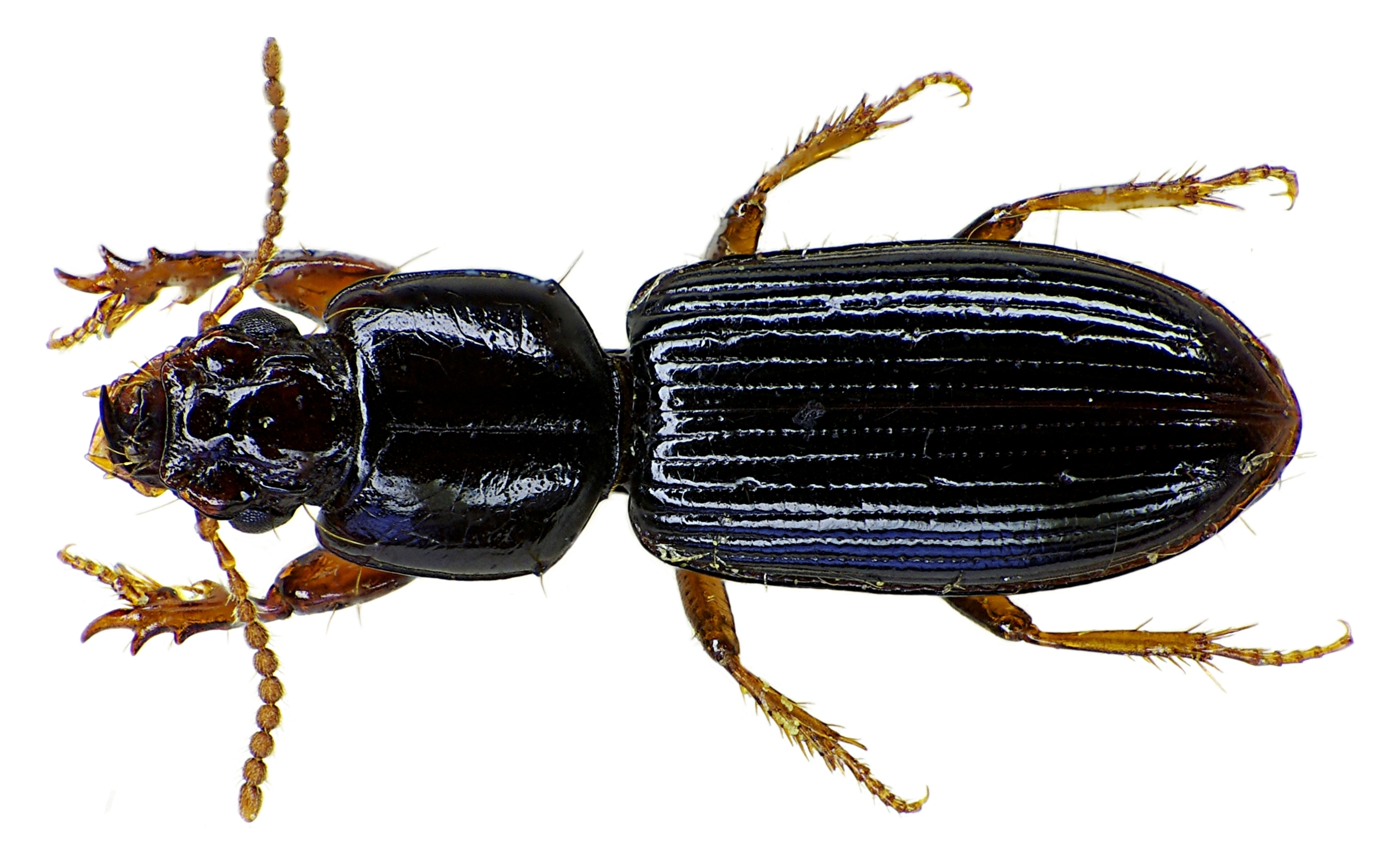
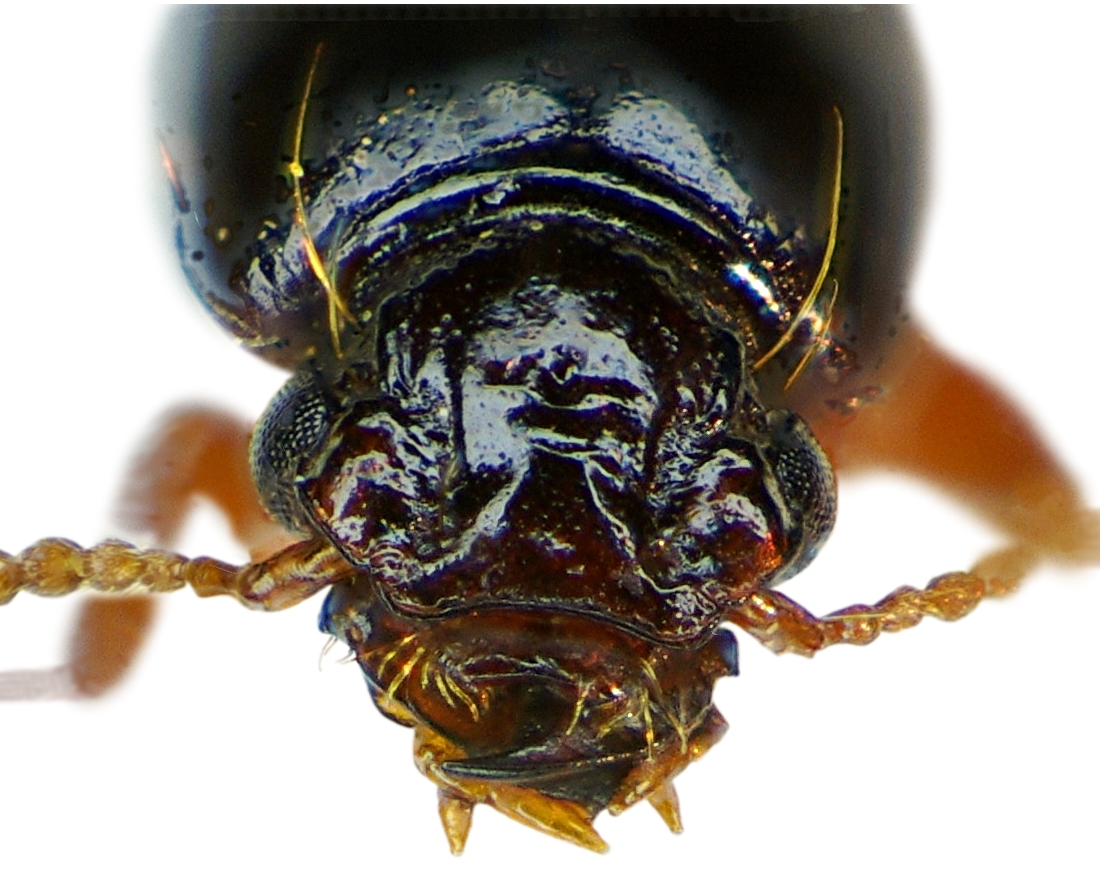
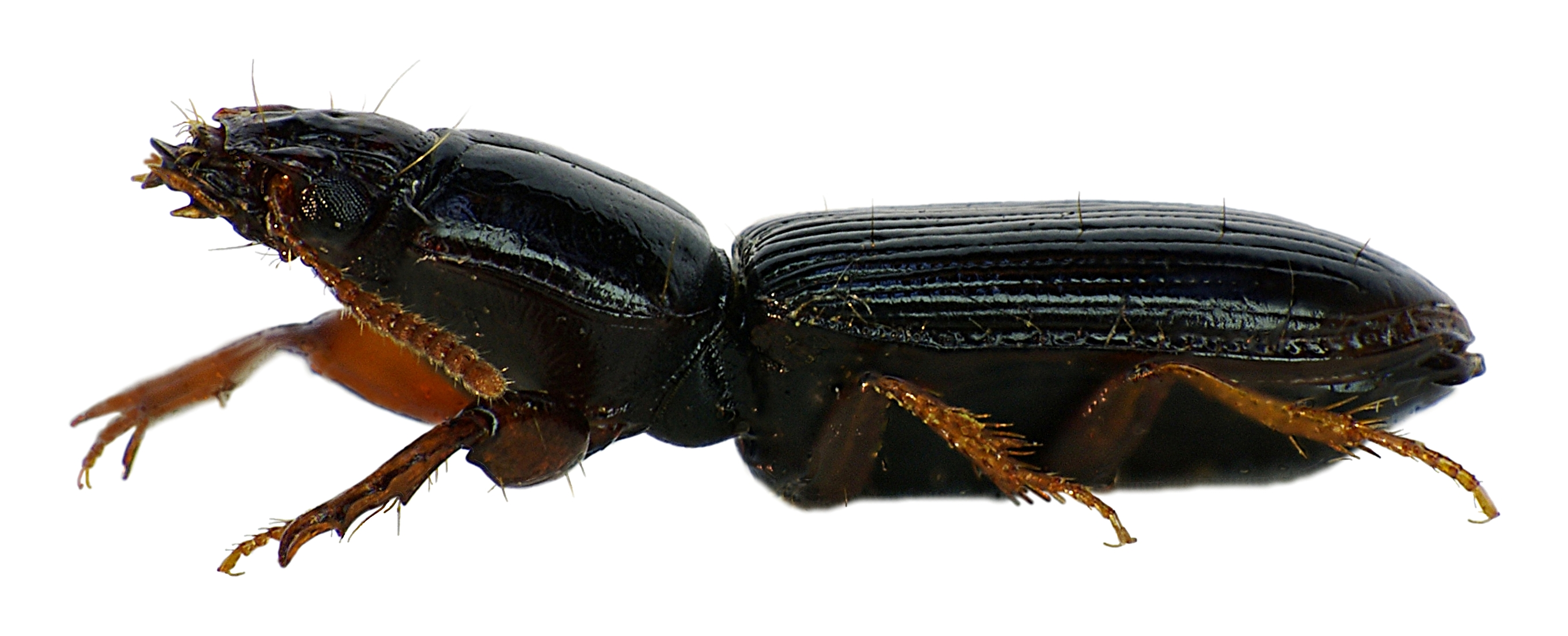
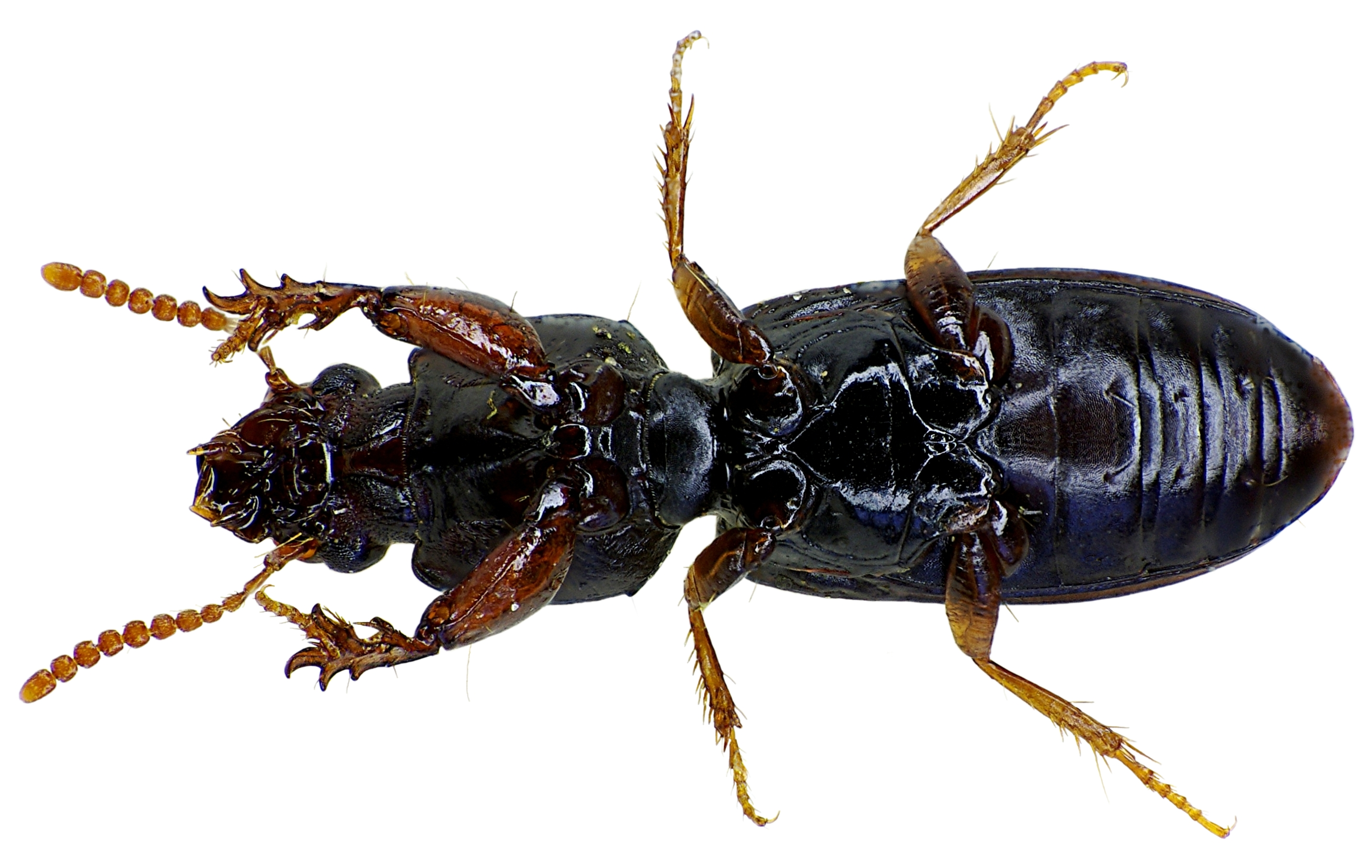
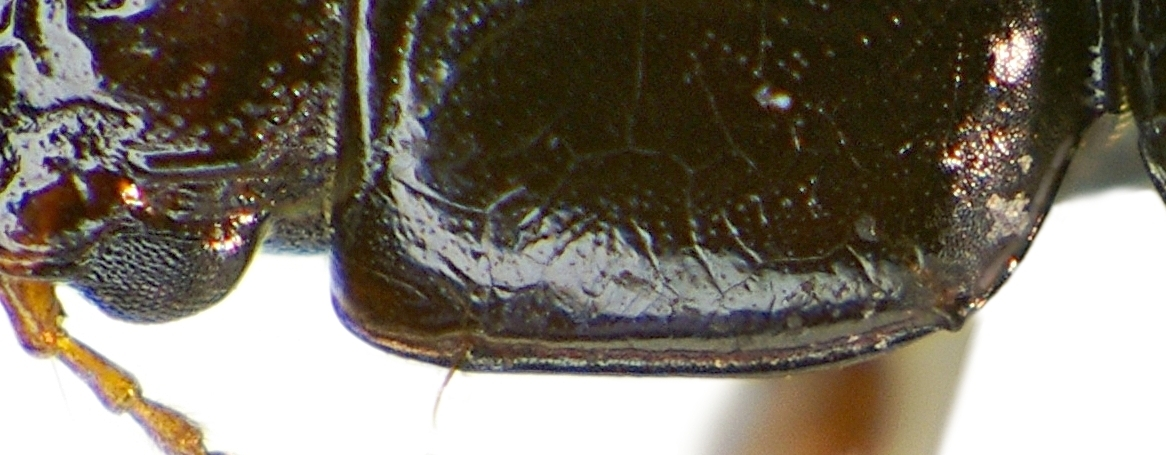
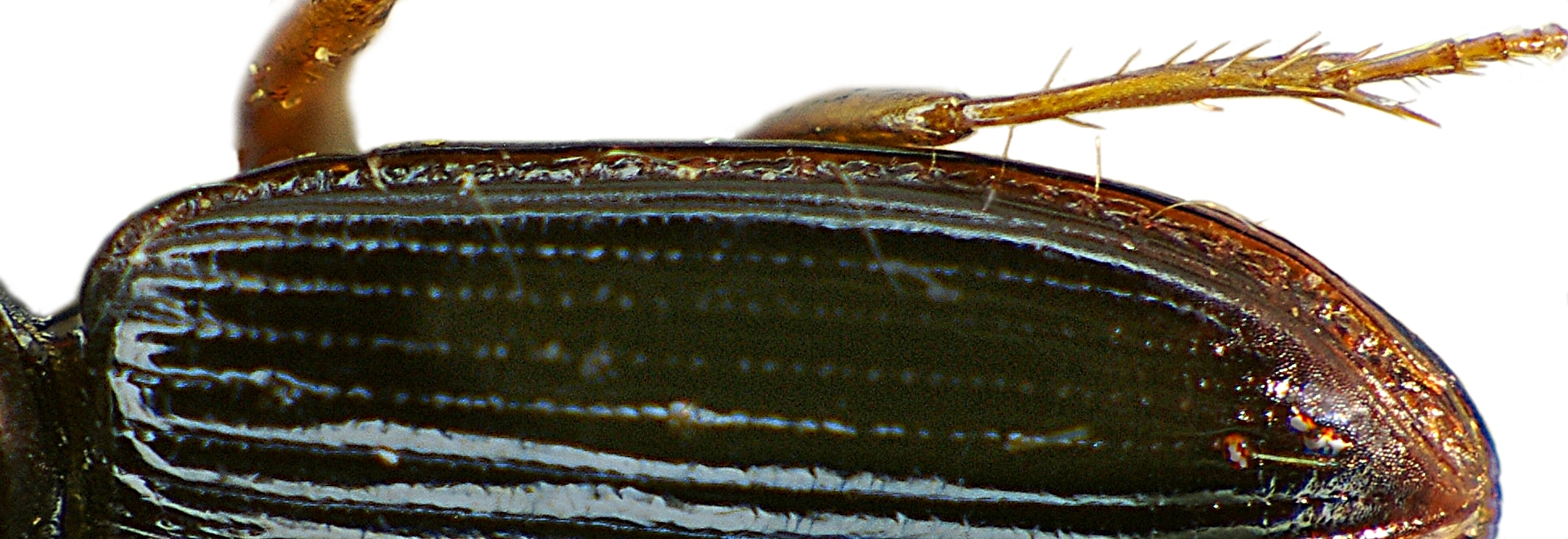